# 1931 en Suisse
Chronologie de la Suisse
- 1927
- 1928
- 1929
- 1930
- 1931
- 1932
- 1933
- 1934
- 1935

Chronologie de la Suisse
1930 en Suisse - 1931 en Suisse - 1932 en Suisse

## Gouvernement au1erjanvier 1931
- Conseil fédéral[1]:
  - Heinrich Häberlin PRD, président de la Confédération
  - Giuseppe Motta PDC, vice-président de la Confédération
  - Edmund Schulthess PRD
  - Marcel Pilet-Golaz PRD
  - Rudolf Minger UDC
  - Albert Meyer PRD
  - Jean-Marie Musy PDC

## Évènements

### Janvier
Jeudi 1er janvier 
- À la demande de l'Office fédéral de l'air, la société Radio-Suisse assure désormais le contrôle aérien à partir de sa base de Dübendorf (ZH).

### Février
Dimanche 8 février 
- Votations fédérales. Le peuple approuve, par 293 845 oui (70,2 %) contre 124 804 non (29,8 %), le contre-projet à l’initiative populaire demandant l’interdiction de décorations, de pension ou de titres d’ordres étrangers pour les membres des autorités et les fonctionnaires.

 Jeudi 19 février 
- Début des Championnats du monde de ski alpin à Mürren (BE).

 Vendredi 20 février 
- Une avalanche provoque la mort de sept personnes au val Medels (GR).

 Mardi 24 février 
- Fondation à Berne de la Société suisse de radiodiffusion (SSR) par sept sociétés régionales de radiodiffusion.

 Mercredi 25 février 
- Fondation à Zurich de la communauté suisse de travail pour le bois Lignum.

### Mars
Dimanche 15 mars 
- Votations fédérales. Le peuple approuve, par 296 053 oui (53,9 %) contre 253 382 non (46,1 %), la diminution du nombre de sièges du Conseil national qui passe de 198 à 187.
- Votations fédérales. Le peuple approuve, par 297 938 oui (53,7 %) contre 256 919 non (46,3 %), la révision constitutionnelle concernant la durée du mandat du Conseil national, du Conseil fédéral et du chancelier de la Confédération, qui passe de trois à quatre ans.

 Lundi 16 mars 
- Décès à Zurich, à l’âge de 87 ans, de l’historien Gerold Meyer von Knonau.

 Dimanche 22 mars 
- Décès à Saint-Gall, à l’âge de 67 ans, du théologien Hermann Kutter.

 Mercredi 25 mars 
- Mise en service de l’émetteur national suisse de Sottens (VD).

 Jeudi 26 mars 
- Création de Swissair, par la fusion de Balair et d’Ad Astra Aero.

### Avril
Jeudi 23 avril 
- Inauguration de l’émetteur national suisse de radiodiffusion à Sottens (VD).

### Mai
Dimanche 10 mai 
- Inauguration de l’aérodrome de Granges (SO).

 Mercredi 27 mai 
- Première ascension en ballon dans la stratosphère par Auguste Piccard et son assistant Paul Kipfer, au-dessus d'Augsbourg (Allemagne). Les deux aérostiers atteignant une altitude de 15 781 mètres.

 Samedi 30 mai 
- Première, au Théâtre du Jorat à Mézières, de La Belle de Moudon, d’Arthur Honegger.

### Juin
Jeudi 11 juin 
- Inauguration de l’émetteur national suisse de Beromünster (LU).

 Dimanche 14 juin 
- Vague de chaleur dans toute la Suisse. Le thermomètre dépasse 30 degrés Celsius en plusieurs endroits.

 Mardi 16 juin 
- Décès à Vöcklabruck (Autriche), à l’âge de 79 ans, de l’aérostier Eduard Spelterini (né sous le nom d’Eduard Schweizer).

### Juillet
Samedi 4 juillet 
- Inauguration de la station internationale de recherches scientifiques de haute altitude du Jungfraujoch (BE).

 Jeudi 9 juillet 
- Décès à Écublens (Vaud), à l’âge de 68 ans, du journaliste Fernand Feyler.

 Lundi 13 juillet 
- A Genève, les 28 délégations à la Conférence internationale sur l’opium approuvent une convention sur un contrôle plus strict de toutes les drogues.

 Lundi 27 juillet 
- Décès à Yvorne (VD), à l’âge de 82 ans, du psychiatre Auguste Forel.

### Août
Samedi 1er août 
- Première ascension de la face nord du Cervin, par les alpinistes allemands Franz et Toni Schmid.

 Mardi 4 août 
- Le Conseil fédéral décide de mesures spéciales pour soulager financièrement les cantons appelés à verse des indemnités de chômage aux ouvriers du secteur de l’horlogerie.

 Jeudi 13 août 
- Unification de la signalisation routière sur tout le territoire suisse.

 Vendredi 14 août 
- Fondation à Bienne (BE) de l’ASUAG dans le but de surmonter la crise dans l’industrie horlogère.

 Mardi 25 août 
- La Société suisse de radiodiffusion (SSR) choisit l’Observatoire de Neuchâtel pour le signal horaire de ses émetteurs nationaux.

### Septembre
Samedi 5 septembre 
- Le Conseil fédéral approuve le principe du subventionnement de l’ASUAG.

 Mardi 15 septembre 
- Décès à Courtételle (JU), à l’âge de 55 ans, du musicien et journaliste Léon Froidevaux

 Mercredi 23 septembre 
- On observe des chutes de neige précoces jusqu’en plaine.

 Dimanche 27 septembre 
- Election complémentaire à Genève. Albert Picot (PLS) est élu au Conseil d’Etat lors du 1er tour de scrutin.

### Octobre
Vendredi 16 octobre 
- Décès à Genève, à l’âge de 61 ans, du botaniste John Isaac Briquet.

 Samedi 17 octobre 
- Décès à Zurich, à l’âge de 81 ans de l’ophtalmologiste Otto Haab.

 Dimanche 25 octobre 
- Elections au Conseil national. Avec la réduction du nombre de sièges de 198 à 187, le (parti radical) perd 6 sièges (52 élus), le (parti conservateur-catholique) 2 (44 élus), le (parti socialiste) 1 (49 élus) et le (parti des paysans, artisans et bourgeois) 1 (30 élus).

### Novembre
Jeudi 12 décembre 
- Au terme d’un accord avec le Conseil fédéral, les grandes banques publient pour la première fois un bilan intermédiaire. Leur bilan se monte à 7,806 milliards de francs suisses, soit 860 millions de moins qu’à fin 1930.

### Décembre
Dimanche 6 décembre 
- Votations fédérales. Le peuple rejette, par 513 512 non (60,3 %) contre 338 032 oui (39,7 %), le projet de loi fédérale sur l’Assurance-vieillesse et survivants.
- Votations fédérales. Le peuple rejette, par 425 449 non (50,1 %) contre 423 523 oui (49,9 %), le projet de loi fédérale sur l’imposition du tabac.

 Mercredi 23 décembre 
- Les Chambres fédérales autorisent le Conseil fédéral à bloquer temporairement les importations pour protéger l'économie suisse et approuve le principe d’une aide de crise pour les chômeurs.

 Samedi 26 décembre 
- Inauguration de la salle de spectacles du Métropole-Bel-Air à Lausanne.

 Dimanche 27 décembre 
- Décès à Orselina (TI), à l’âge de 56 ans, du compositeur Walter Courvoisier.